# Gelliodes macrosigma
Gelliodes macrosigma är en svampdjursart som beskrevs av Jörn Hentschel 1912. Gelliodes macrosigma ingår i släktet Gelliodes och familjen Niphatidae. Inga underarter finns listade i Catalogue of Life.